# 마루야마 오쿄

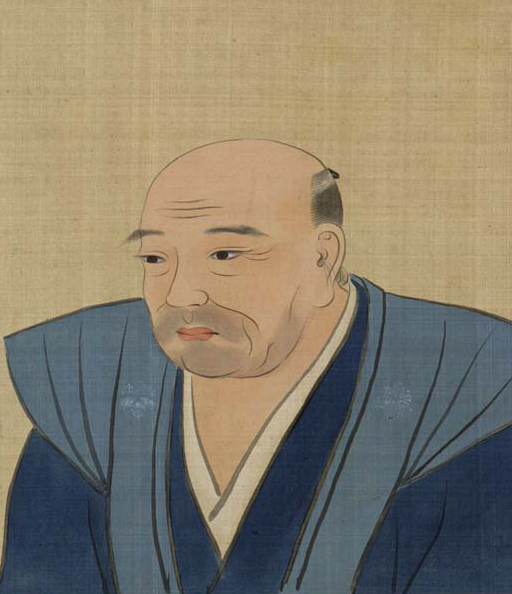
마루야마 오쿄 초상화 『근세명가초상(近世名家肖像)』에서

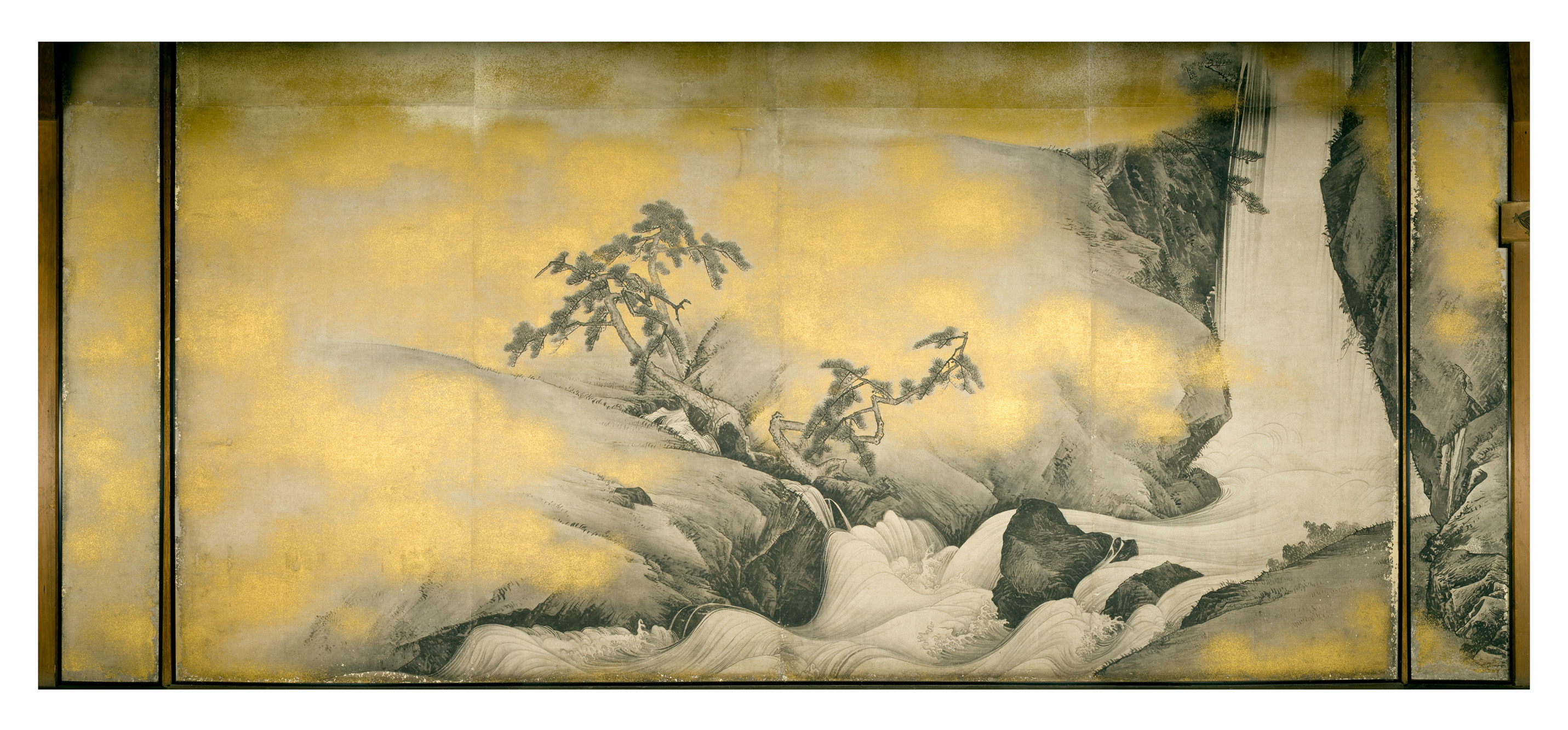
코토히라궁 효쇼인 장벽화 중 폭포도(瀑布図)

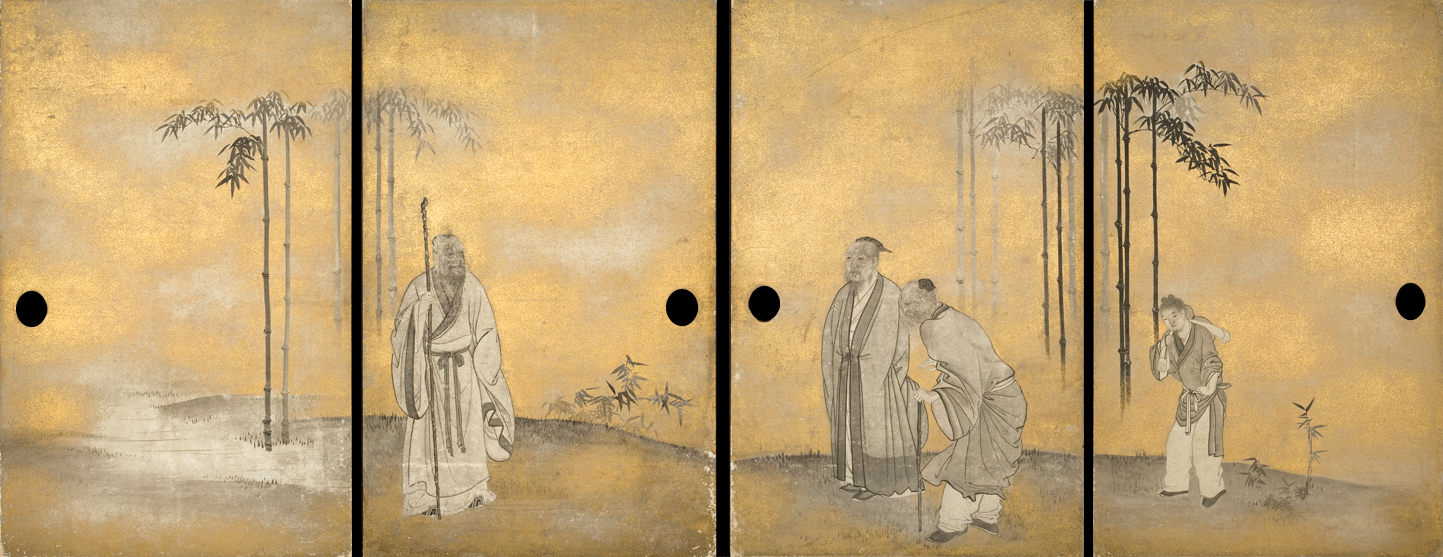
코토히라궁 효쇼인 장벽화 중 죽림칠현도

마루야마 오쿄(일본어: 円山 応挙(圓山 應擧) まるやま おうきょ[*], 교호 18년 5월 1일 (1733년 6월 12일) - 간세이 7년 7월 17일 (1795년 8월 31일))는 에도 시대 중기에서 후기에 활동한 화가이다.
근현대 교토 화단에까지 그 계통이 이어지는 "마루야마파"의 시조이며, 사생을 중시한 화풍이 특징이다.
여러 설이 있지만, "발 없는 유령"을 그리기 시작한 화가라고도 한다.

## 약력
본성 후지와라, 후에 미나모토, 성은 마루야마이며, 이름은 이와지로(岩次郎), 후에 슈스이(主水)라 칭했다. 夏雲, 雪汀, 一嘯, 仙嶺, 僊斎, 星聚館, 鴨水漁史, 攘雲, 洛陽仙人라는 호를 썼다. 이시다 유테이의 문인이다. 교호 18년 (1733년), 단바국 미나미쿠와다군 아나오무라 (현재의 교토부 카메오카시 소가베무라 아나오)에서 농가의 차남으로 태어났다. 아나오는, 사이고쿠삼십삼소의 후다쇼 사원이 있는 아나오지가 있는 곳으로 알려졌다. 소년 시기의 일은 잘 알려져 있지 않지만, 늦어도 10대 후반에는 교토로 나와, 카노 탄유의 화풍을 이끄는 츠루자와파의 화가, 이시다 유테이의 문하생으로 들어갔다.
20대의 수행기 무렵에는 이른바 「메가네에(眼鏡絵)」의 제작에 종사하고 있던 것이 알려졌다. 이 무렵, 교토 시죠도오리 야나기바바의 오와리야 나카지마 칸베에라는 완구 가게에서 일하고 있었다. 그곳에서 네덜란드에서 온 메가네에를 보고, 호레키 9년 (1759년)경, 「四条河原遊涼図」,「石山寺図」,「賀茂競馬図」,「円山座敷図」,「三十三間堂図」 등 교토풍경의 메가네에를 제작했다. 메가네에는, 풍경 등을 서양화의 원근법을 응용해 그린 뒤, 이를 들여다보는 안경이라는 볼록렌즈를 끼운 상자를 통해 보면 입체적으로 보인다는 것이다. 오쿄가 본 메가네에는 45도 기울인 거울에 비춘 그림을 렌즈를 통해 바라보는 것이다. 그러면 원근이 깊게 느껴질 수 있다. 따라서 이 원화 및 도상의 글자는 좌우 반대로 그려져 있었다. 작품은 목판 먹칠로, 손으로 착색한 것이었다. 화면에는 작은 구멍을 뚫어 얇은 종이를 붙여 뒷면에서 빛을 낸다는 궁리가 보였다.

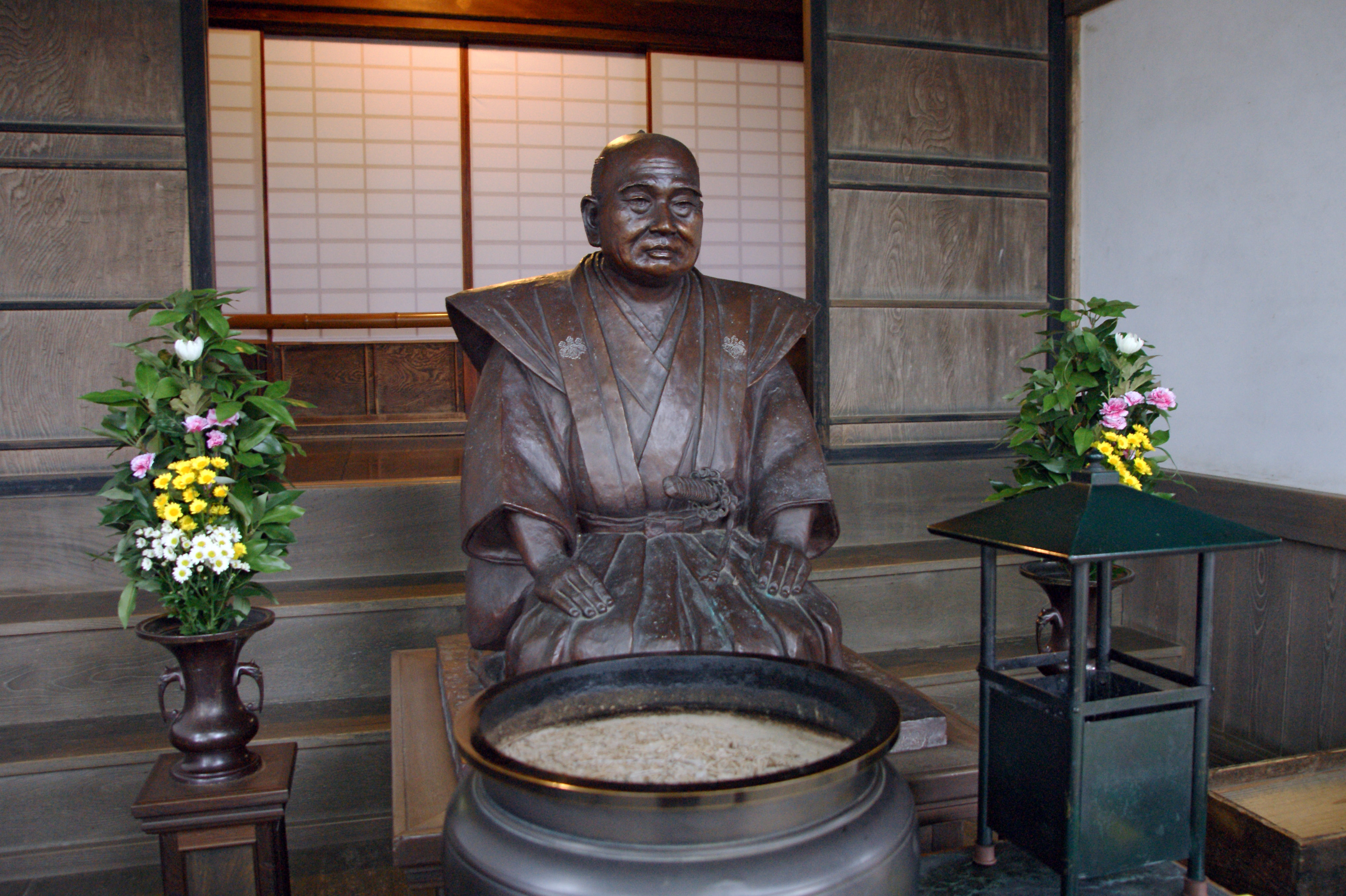
마루야마 오쿄 동상 (다이죠지)

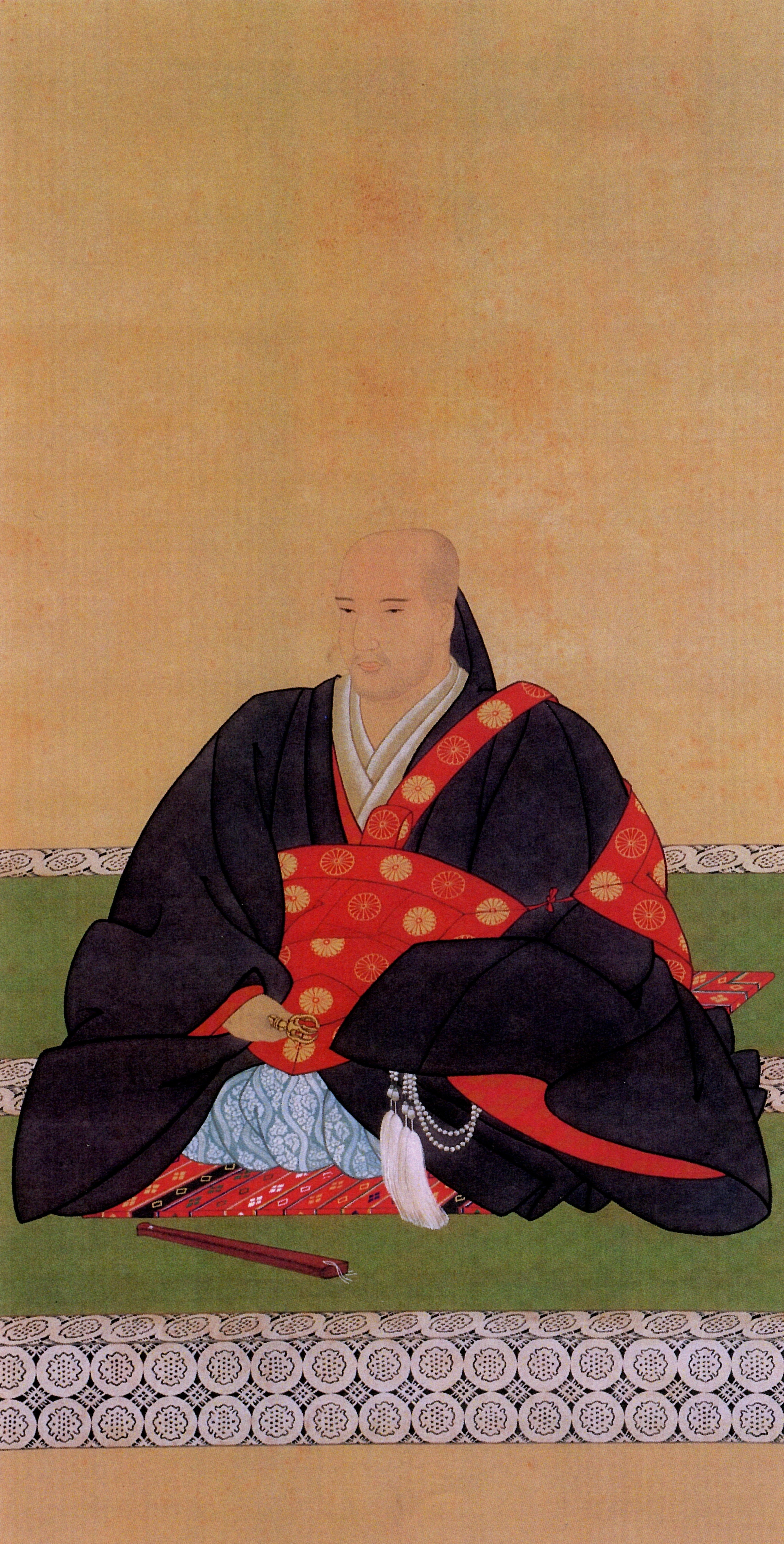
마루야마 오쿄의 후원자 중 한명이었던 묘혼인 문주 신닌 법친왕

메이와 3년 (1766년)부터 "오쿄(応挙)"라 칭하기 시작했다. "오쿄"의 뜻은 "전순거 (중국 송 말 ~ 원 초의 화가)에 응한다는 것으로, 중국의 대가 못지 않은 수준의 그림을 그리고자 하는 뜻이 담긴 것으로 보인다. 또, 이 무렵부터 미이데라 엔만인의 우상 문주의 지우를 얻었다. 우상은 공가의 니조가로부터 문적사원에 들어가 승려가 된 인물로, 『반시(萬誌)』 라고 하는 일상 잡일을 기록한 서적을 남겼는데, 그 안에 오쿄의 언행이 상세하게 기록되어 있어, 동시대의 귀중한 자료가 되어 있다.
이 우상이나 호상 미츠이가, 또 묘호인 몬제키 신닌 법친왕이 오쿄의 주요 후원자였다. 대표작인 『七難七福図』, 『孔雀牡丹図』 등은 제 2차 대전 후까지 미이데라 엔만인에 대대로 내려왔으며, 『雪松図』는 미츠이가에 전해져 내려온 것이다. 또, 효고의 다이죠지, 고향 아나오의 금강사의 장벽화군도 대표작으로 꼽힌다. 오쿄 사망 직전의 작품에 속하는 『見立江口の君図』이나 『四季遊戯図巻』 등은, 순연한 의미의 니쿠히츠 우키요에라고는 할 수 없지만, 우키요에적 분위기를 갖춘 작품으로 또, 카미가타풍속도로 들 수 있다.
간세이 7년, 63세의 나이로 사망했다. 법명은 円誉無之一居士이다. 묘소는 교토부 우쿄구 우즈마사의 고신지이다. 위패형 표석의 앞면에는 「源応挙墓」이라 새겨져 있다. 고신지는 쇼와 26년에 시죠오오미야에서 무덤 째로 우즈마사로 이전한 것으로, 경내에는 마루야마가의 무덤이 늘어서 있다. 마루야마파는 장남 오즈가 이어받았는데, 후술 할 제자들이 더 유명하다.
대본교주 데구치 오니사부로는 오쿄의 가계에서 나왔다 후손이다.
집 터 (시죠도오리 사카이마치 히가시이루 남쪽)에 석표가 하나 세워져 있다.

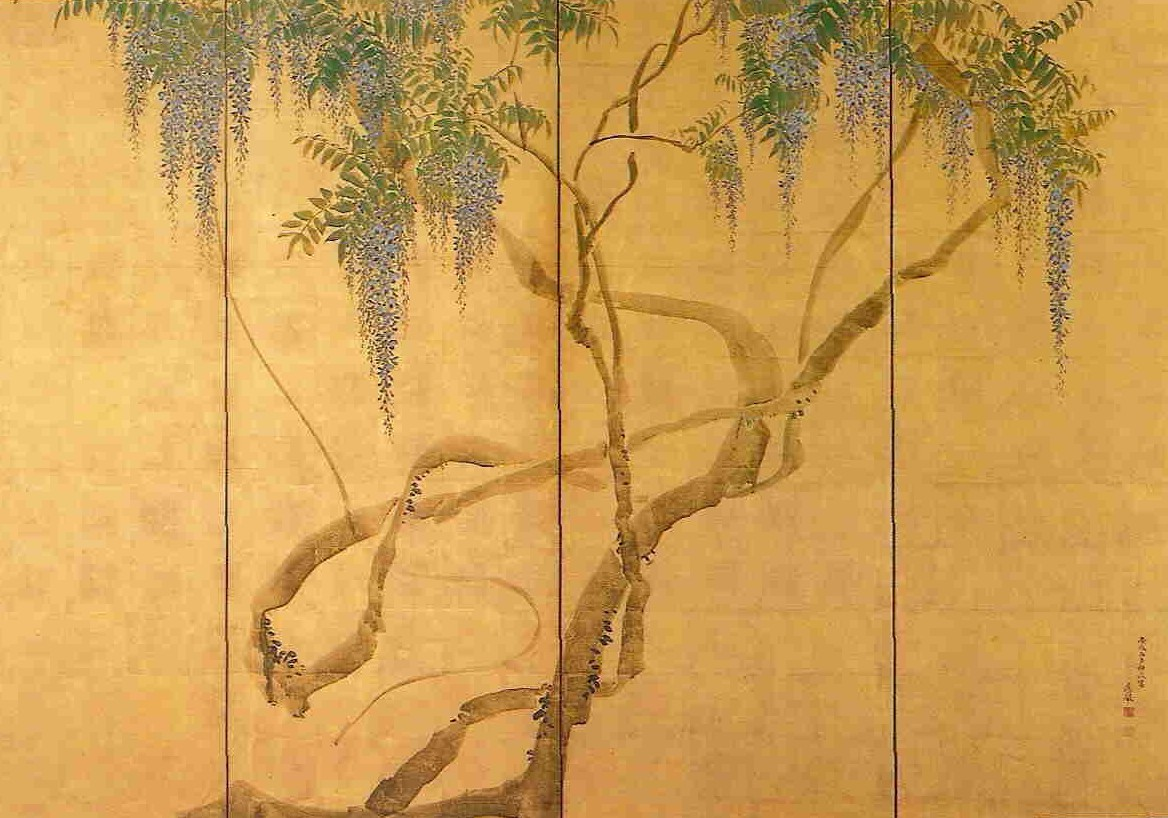
등나무꽃 그림 (6곡1쌍의 부분) 안에이 5년 (1776년), 네즈 미술관

## 화풍
오쿄의 화풍상 특색으로 첫번째로 꼽아야 할 것은, 근세 일본 화가 중에서도 두드러지게 "사생(写生)"을 중시한 점이다. 앞에서 서술한 우상의 서적 중 『반시(萬誌)』에 의하면, 오쿄는 항상 회중에 사생첩을 숨기고, 틈만 나면 스케치 하는 것에 여념이 없었던 것 같다. 현존하는 『화조사생도권(花鳥写生図巻)』 (천총장(千總蔵), 중요문화재)이나, 도쿄국립박물관에서 소장 중인 『사생첩(写生帖)』 등에는 동물, 곤충, 식물 등이 다양한 각도에서 객관적으로 묘사되어 있다. 오쿄의 그림은, 이러한 사생의 기술을 바탕으로, 일본회화 전통적인 화제를 취급하여 장식성이 풍성한 화면을 창조하고 있는 것이 특색이다. 한가지 예로, 네즈 미술관에서 소장하고 있는 『등나무꽃도(藤花図)』 병풍을 보면, 등나무의 줄기나 가지는 윤곽선을 이용하지 않고, 츠케타테 기법으로 대담하게 그려내는 한편, 등나무꽃송이는 사실적이고 섬세하게 그려져, 전체적으로는 린파를 연상시키는 장식성이 풍부한 대화면을 만들어 내는데 성공했다. 탁월한 화기와 평명하고 친근한 화풍으로 인해, 오쿄의 그림은 미츠이가를 비롯한 부유한 상인층에게 선호되었다.

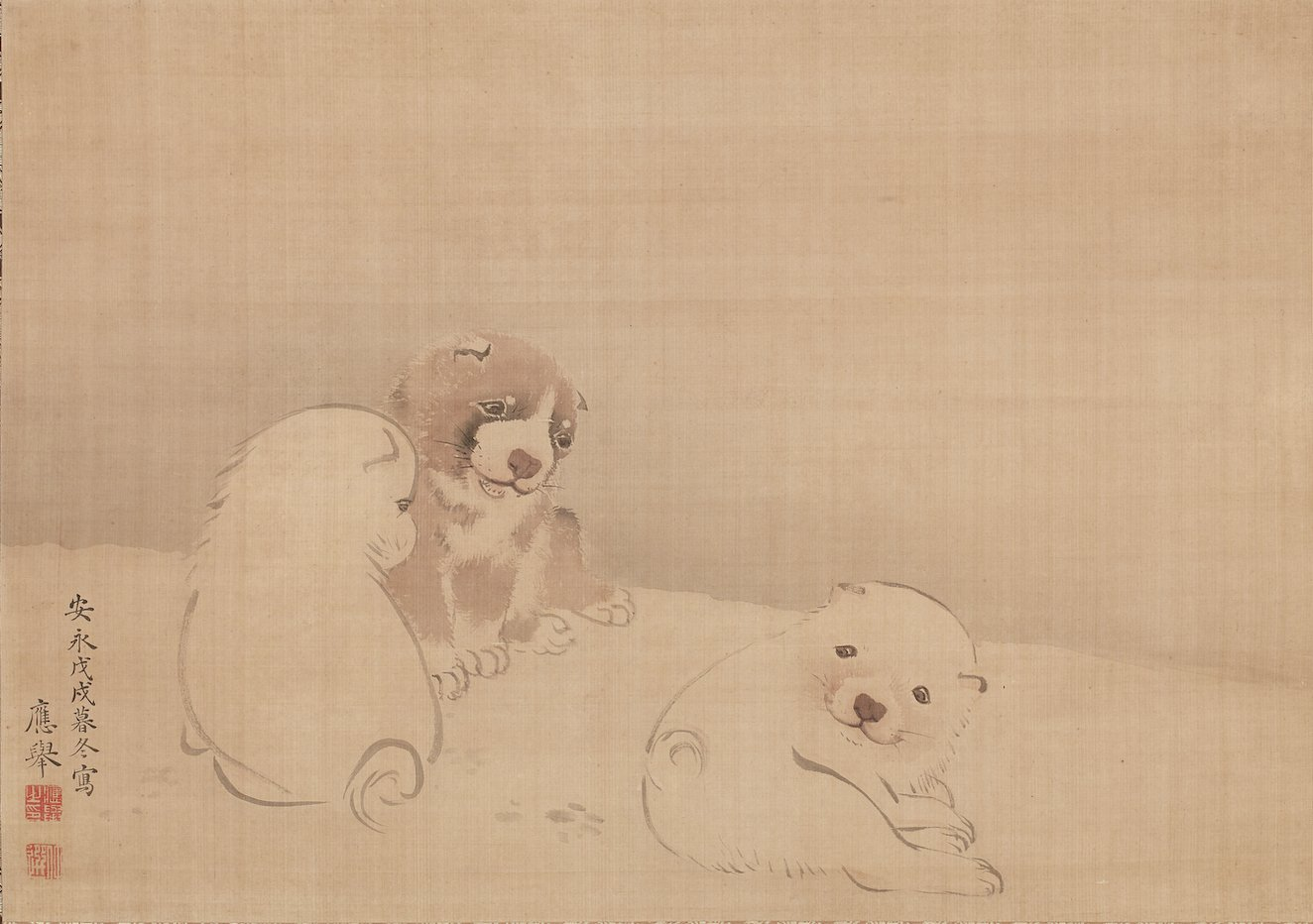
『狗子図』 안에이 7년 (1778년) 츠루가시립박물관

유명한 제자로는 고슌, 나가사와 로세쓰, 모리 테츠잔, 겐키 등이 있다. 오쿄를 시조로 하는 일파는 「마루야마시조파(円山四条派)」라고 칭해져, 현대에까지 그 계보를 끄는 교토 화단의 원류가 되고 있다.

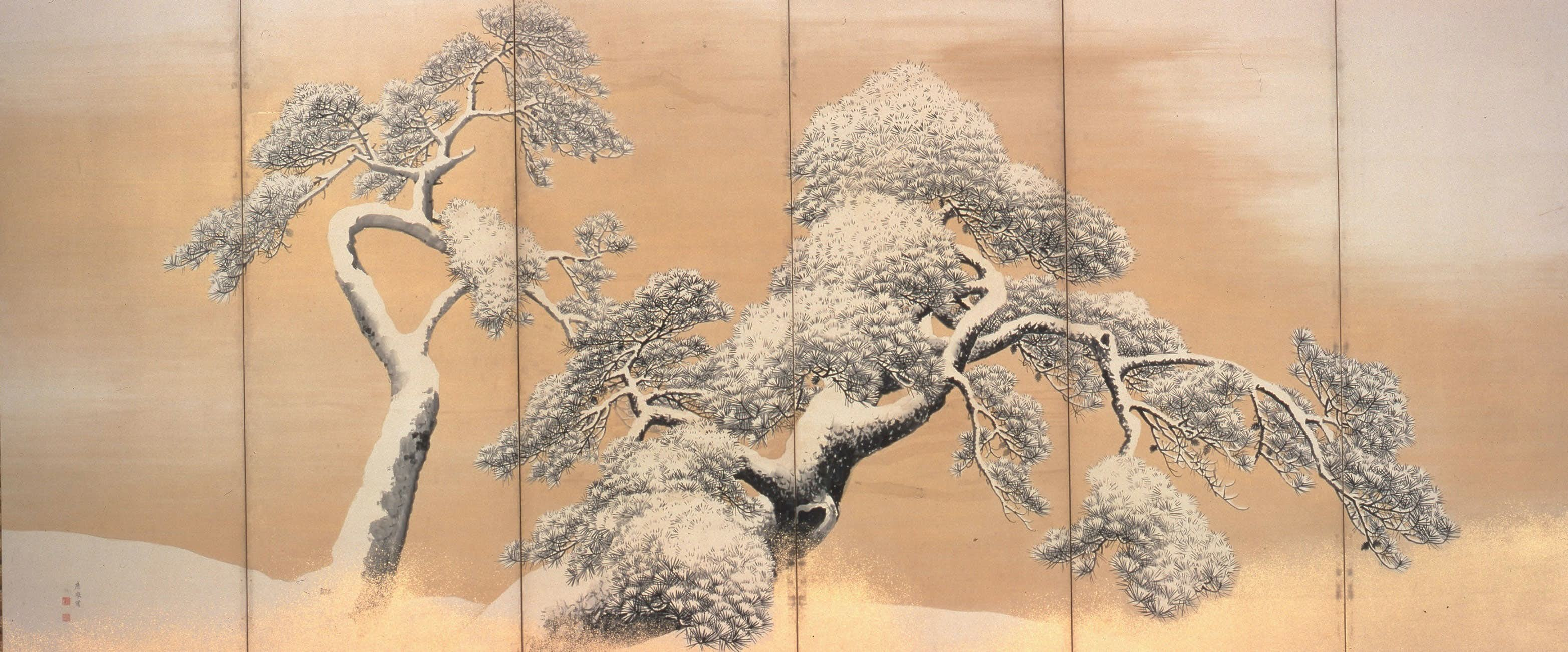
『雪松図』 왼쪽 부분 (국보) 미츠이 기념 미술관
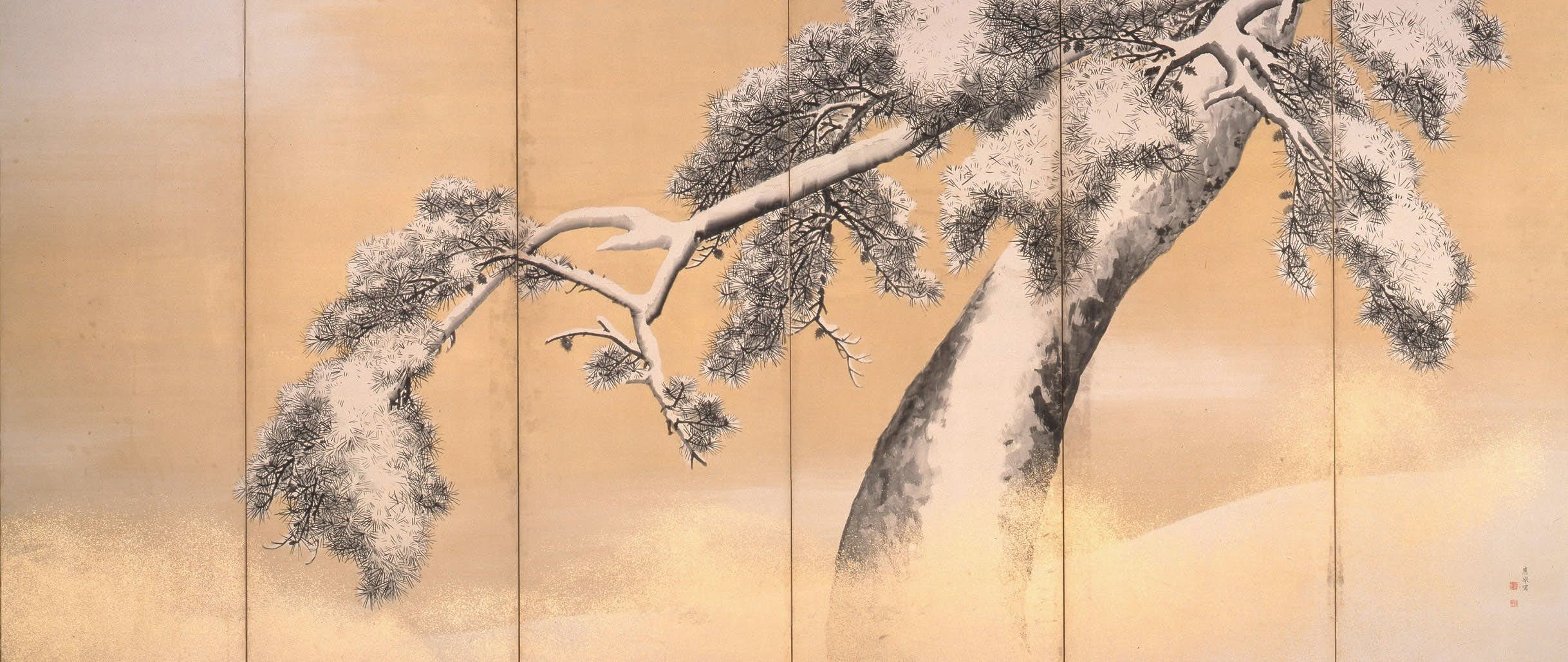
『雪松図』 오른쪽 부분 (국보) 미츠이 기념 미술관